# Arthur Whitten Brown
Arthur Whitten Brown (ur. 23 lipca 1886 w Glasgow, zm. 4 października 1948 w Swansea) – brytyjski lotnik, znany z pierwszego przelotu przez Atlantyk bez międzylądowania w 1919 roku, z Johnem Alcockiem.
Brown urodził się w Glasgow w Szkocji. Przed wojną został inżynierem lotniczym, studiował na uniwersytecie w Manchester. Podczas I wojny światowej służył w brytyjskim lotnictwie bombowym. Został zestrzelony i trafił do niewoli niemieckiej.
Z 14 na 15 czerwca 1919, wraz z pilotem Jonhem Alcockiem, jako nawigator, Brown dokonał pierwszego nieprzerwanego przelotu ponad Oceanem Atlantyckim samolotem Vickers Vimy. Wystartowali z Nowej Fundlandii w kierunku na wschód i po 16 godzinach 28 minutach lotu 15 czerwca wylądowali na trzęsawisku w Irlandii, uszkadzając samolot. Pokonali dystans 3040 km (1890 mil, część źródeł podaje 3186 km, czyli 1980 mil).
Po locie zostali uznani za bohaterów i pasowani przez króla Jerzego V na rycerzy, uzyskując tytuły szlacheckie, oraz uzyskali 10 000 funtów nagrody redakcji gazety „Daily Mail”.
Brown następnie pracował dla firmy lotniczej Vickers jako inżynier, osiedlił się w Walii, nie zajmując się już lataniem. Zmarł 4 października 1948 w Swansea w Walii.